# میان‌مغز
میان‌مغز یا مغزِ میانی یا مزانسفالون (به انگلیسی: mesencephalon یا midbrain) بخشی از مغز است که از بخش میانی سه حفرهٔ اولیهٔ لولهٔ عصبی رویانی تکوین می‌یابد.
مغز میانی در بالای پل مغزی قرار گرفته‌است و ریشه‌های عصب محرک چشم، جسم سیاه، که برخی اعمال حرکتی را به عهده دارد، در آن قرار دارد. میان‌مغز عقب‌تر از هیپوتالاموس و هیپوتالاموس بالاتر از میان‌مغز قرار گرفته‌است. برجستگی‌های چهارگانه بخشی از میان‌مغز هستند و دو برجستگی بالا ترارسانی پیام بینایی را به عهده دارند و بزرگ‌تر هستند. دو برجستگی پایین نقش ترارسانی پیام شنوایی را بر عهده دارند و کوچک‌تر هستند.

## کالبدشناسی
میان‌مغز، بخش فوقانی ساقهٔ مغزی است و پیشین‌مغز (مغز قدامی) را به پسین‌مغز (مغز خلفی) متصل می‌کند و حاوی مجرایی به نام مجرای مغزی می‌باشد که بطن‌های سوم و چهارم مغز را به هم متصل می‌کند. طول و عرض مغز میانی حدود ۲٫۵ سانتیمتر (یک اینچ) است. میان‌مغز در پیرامون مجرای مغزی سیلویوس قرار گرفته‌است.
میان‌مغز در بالای پل مغزی (pons) قرار دارد. میان‌مغز از طرف بالا با پیشامغز (forebrain) ونیمکره‌های مغزی و از طرف پایین با پل مغزی مجاور می‌باشد. مجرای مرکزی میان‌مغز را مجرای مغزی (cerebral aqueduct) می‌نامند. میان‌مغز دارای یک سطح جلویی، یک سطح عقبی و دو سطح طرفی می‌باشد.
در سطح پشتی آن چهار هسته قرار دارد، دو تا در بالا به نام برجستگی‌های دوقلوی فوقانی و دو تا در پایین به نام برجستگی‌های دوقلوی تحتانی. برجستگی‌های بالایی مربوط به راه‌های بینایی و برجستگی‌های پایینی مرتبط با راه‌های شنوایی می‌باشند. این بخش میان‌مغز کلاً بام (تکتوم) نام دارد.
میان‌مغز از شکاف چادرینه‌ای (tentorial notch) می‌گذرد و از دو سو در مجاورت با شیار پاراهیپوکامپی و راه بینایی (optic tract)، شریان مغزی خلفی، ورید قاعده‌ای، عصب چهارم مغزی (قرقره‌ای (تروکلئار) و اجسام زانویی می‌باشد. مغز میانی از جلو در مجاورت با چنبره (splenium) جسم سخت، ورید مغزی بزرگ، جسم صنوبری و پولینار می‌باشد.

## سطوح میان‌مغز
میان‌مغز شامل دو بخش قدامی (پایه‌های مغزی) و خلفی تکتوم (بام) می‌باشد. تکتوم شامل کالیکولوس‌های فوقانی و تحتانی است.
پایه‌های مغزی در طرفین و جلوی مجرای مغزی قرار می‌گیرند. البته خود پایه‌های مغزی از جلو به عقب به ترتیب از عناصر زیر ساخته شده‌اند:
1. پایک‌های مغزی (Crus cerebri)
2. تودهٔ سیاه (substantia nigra)
3. کلاهک (tegmentum)

سطح پیشین یا شکمی مغز میانی توسط تودۀ سیاه رنگی به نام جسم سیاه به دو بخش تقسیم شده‌اند: پایک‌های مغزی و کلاهک.
بخش جلوی ماده سیاه را پایک‌های مغزی «Crus Cerebri» می‌گویند. راه‌های عصبی که از قشر مخ آغاز شده و به پل، پیاز مغز و نخاع می‌روند از این قسمت می‌گذرند. بخش پشت تودۀ سیاه، کلاهک نامیده می‌شود و موارد زیر را در برمی‌گیرد:
1. هستۀ زوج سوم
2. هستۀ زوج چهارم
3. قسمتی از تشکیلات مشبک یا تورینه‌ای
4. هستۀ قرمز
5. دستۀ عصبی مهمی به نام دستۀ طولی درونی یا MLF که بین هسته‌های اعصاب مغزی در ساقه مغز ارتباط برقرار می‌کند و به‌طور کلی، در هماهنگی حرکات سر و چشم‌ها بسیار مهم می‌باشد.

هنگام نگاه کردن به یک سمت، برای اینکه دو کرۀ چشم با یکدیگر به جهت مورد نظر بچرخند، هماهنگی بین زوج سوم یک طرف و ششم طرف دیگر لازم است. در آسیب‌های MLF علامت بالینی ویژه‌ای به نام «Internuclear Ophthalmoplegia» بروز می‌نماید که در این حالت وقتی بیمار به سمت خارج نگاه می‌کند، چشمی که باید به داخل بیاید ثابت می‌ماند و چشم دیگر که باید به خارج برود، به نیستاگموس دچار می‌شود. مدتها این علامت را ویژگی اختصاصی بیماری مالتیپل اسکلروزیس (M.S) می‌دانستند ولی این حالت در آسیب‌های عروقی و انسفالیت ساقۀ مغز نیز پدید میاید؛ البته باید توجه داشت که ضایعۀ دوطرفۀ MLF تقریباً همیشه M.S را مطرح می‌سازد.

## کارکرد
این بخش از مغز با بینایی، شنوایی ، کنترل حرکتی، خواب و بیداری، هشیاری و کنترل دمای بدن مرتبط است.